# Calida Holding
Die Calida Gruppe ist ein börsennotierter Hersteller von Unterwäsche mit Sitz in Oberkirch. Neben der Schweizer Stammmarke Calida gehört auch die französische Marke Aubade sowie die US-amerikanische Marke Cosabella zur Gruppe. Die Marken sind hauptsächlich auf Unterwäsche sowie Nachtwäsche spezialisiert. In rund 70 Ländern werden beide Marken über den Fachhandel, Warenhäuser, E-Commerce sowie in den Heimmärkten Schweiz und Deutschland, respektive Frankreich, über eigene Verkaufsläden vertrieben. Die Gruppe beschäftigte 2024 insgesamt knapp 2'400 Mitarbeitende und erzielte im ersten Halbjahr einen Umsatz von rund 111 Mio. Schweizer Franken. Die Namenaktien der Calida Holding AG (CALN) werden an der SIX Swiss Exchange AG gehandelt.

## Geschichte
Das Unternehmen wurde 1941 als Strickwarenfabrik Sursee A.G. von Max Kellenberger und Hans Joachim Palmers gegründet. 1946 wurde die bereits 1929 im Handelsregister eingetragene Wortmarke Calida an die Strickwarenfabrik Sursee AG übertragen und dann die Firma selbst in Calida AG umbenannt.
In der Kriegs- und Nachkriegszeit wurde zunächst funktionale Damenunterwäsche produziert. Calida gewährte eine „Wäschegarantie“ und reparierte beschädigte Wäsche kostenlos. In den 1950er Jahren rückten vermehrt modische Aspekte in den Mittelpunkt. Calida wurde unter anderem bekannt für ihren nahtlosen Damenslip, der zu einer schlanken Silhouette verhelfen sollte, und ihren Pyjama mit Patentbund, welcher das Hochrutschen verhindern sollte.
Anlässlich des 1987 erfolgten Börsengangs an der Schweizer Börse SWX Swiss Exchange organisierte sich das Unternehmen als Holdinggesellschaft neu, wobei zunächst 70 % des Kapitals bei den Gründerfamilien verblieb.

## Meilensteine

### Übernahme von AUBADE
2005 übernahm CALIDA den französischen Hersteller von Dessous AUBADE mit Sitz in Paris. Die Mittel dafür stammten aus einer Kapitalerhöhung und aus Bankkrediten. Die Familie Pasquier, der AUBADE seit 1939 gehörte, begründete den Verkauf damit, sich finanziell und personell vom Unternehmen lösen zu wollen. Zudem sollte durch den Zusammenschluss die kritische Grösse für das Überleben im zunehmenden Verdrängungswettkampf erreicht werden. Die im Luxussegment angesiedelten Produkte sind wesentlich teurer als die Tag- und Nachtwäsche CALIDAs und sollten so das Sortiment erweitern. Die Übernahme sollte auch eine Ausweitung und Internationalisierung der Absatzmärkte und Synergien bei Vertrieb und Logistik schaffen. Während bei CALIDA je rund 40 % des Absatzes auf die Schweiz und Deutschland entfallen, setzt AUBADE etwa 60 % in Frankreich ab.

### Übernahme LAFUMA-Gruppe
2013 beteiligte sich CALIDA mit 17,5 Mio. bei LAFUMA und wurde damit Minderheitsaktionärin mit rund 15,3 % der Anteile. Im Oktober des gleichen Jahres wurde bekannt gegeben, die Mehrheit der Anteile übernehmen zu wollen. Eine ausserordentliche Generalversammlung stimmte im Dezember einer Kapitalerhöhung zu, welche die Voraussetzung für die Übernahme bildete. Der Umsatz der LAFUMA-Gruppe (mit den Marken: LAFUMA Outdoor-Bekleidung und Outdoor-Möbel, Millet, Le Chameau (wurde kurz nach Übernahme wieder verkauft), OXBOW und Eider) belief sich 2012 auf 225 Mio. Euro, womit er jenen der CALIDA-Gruppe übertraf. Auch die Verkäufe lagen über dem Niveau CALIDAs. Jedoch wurde im gleichen Zeitraum ein Verlust von 15 Mio. Euro eingefahren. In der ersten Hälfte des Jahres 2013 betrug dieser 60 Mio., weshalb Restrukturierungsmassnahmen angekündigt wurden. Während bei der CALIDA-Gruppe nur rund ein Fünftel des Absatzes auf Frankreich entfällt, beträgt dieser Anteil bei LAFUMA über die Hälfte.

### Übernahme Reich Online Services
Per 1. März 2017 übernimmt die CALIDA-Gruppe den erfolgreichen deutschen E-Commerce-Spezialisten Reich Online Services GmbH zu 100 Prozent. Mit der Akquisition verstärkt die CALIDA-Gruppe ihre Kompetenz im wichtigen Wachstumsfeld E-Commerce. Reich Online betreibt zu dieser Zeit unter anderem den CALIDA Online-Shop in Deutschland und den Multibrand-Wäscheshop www.onmyskin.de. CALIDA sah im Online-Handel eine grosse Chance für die Weiterentwicklung der Gruppe, dies vor allem in Kombination mit dem eigenen Einzelhandel und der Einbindung der Wholesale-Kunden. Vor diesem Hintergrund bedeutet die Integration der grossen E-Commerce-Kompetenz von Reich Online einen sehr wichtigen Schritt vorwärts.

### Verkauf Eider & OXBOW
Im Januar 2020 hat die MILLET MOUNTAIN GROUP, eine Tochtergesellschaft der CALIDA GROUP, den Verkauf der Marke EIDER an die südkoreanische K2-Gruppe abgeschlossen. Nur wenige Monate später verkauft die LAFUMA SA, eine Tochtergesellschaft der CALIDA GROUP, OXBOW an das französische Unternehmen Rainbow SAS.

### Verkauf Millet Mountain Group
Die CALIDA GROUP hat den Verkauf der MILLET MOUNTAIN GROUP an Jean-Pierre Millet und Inspiring Sport Capital plangemäss im Frühling 2022 abgeschlossen. Der Erlös aus dem Verkauf der MILLET MOUNTAIN GROUP soll insbesondere für Akquisitionen im Unterwäsche- und Lingeriesegment genutzt werden.

### Übernahme und Verkauf Erlich Textil
Die schwierigen Rahmenbedingungen haben die geplante Entwicklung des im Februar 2022 akquirierten Start-ups ERLICH TEXTIL stark beeinträchtigt. Die Umsatzentwicklung hat sich in einem Ausmass verschlechtert, dass eine Weiterführung von ERLICH TEXTIL für die CALIDA GROUP strategisch nicht mehr sinnvoll macht. ERLICH TEXTIL wird als im Halbjahresbericht 2023 als aufgegebener Geschäftsbereich rapportiert.

### Übernahme COSABELLA
Im zweiten Quartal 2022 übernimmt die CALIDA GROUP die US-amerikanische Premiummarke für Lingerie und Loungewear COSABELLA. Mit dieser Akquisition erweitert die Gruppe ihr Portfolio um ein wachstumsstarkes, ertragreiches Geschäft. Mit diesem Kauf reinvestiert die CALIDA-Gruppe den Erlös aus dem Verkauf der MILLET MOUNTAIN GROUP in ihr Kernsegment Unterwäsche und treibt die Umsetzung der Strategie ACCELERATE 2026 weiter voran.

## Herausforderungen
In den 1990er-Jahren investierte CALIDA in eine Strickerei und ein Vertriebszentrum in der Schweiz sowie in Nähereien in Ungarn und Portugal und eine Fabrik in Indien. Im Gegensatz zu anderen Herstellern setzte CALIDA auf eigene Produktionsbetriebe. Nach dem ersten Verlust 1999 verliess die Familie Palmers das Unternehmen, und die Familie Kellenberger übernahm die Mehrheit. 2001 führte ein Rekordverlust von 43 Millionen Franken zu einem Führungswechsel. Felix Sulzberger wurde neuer CEO und leitete eine umfassende Restrukturierung ein: Verlustbringende Produkte wurden gestrichen, Standorte geschlossen und Produktionsbetriebe in Indien und Portugal verkauft. Die Produktion verlagerte sich zunehmend nach Osteuropa und Fernost. 2005 endete die Produktion in der Schweiz vollständig. 2010 wurde auch in Portugal nicht mehr produziert. Ab 2006 verlagerte AU-BADE zudem die Näharbeiten von Frankreich nach Tunesien, was zur Schliessung des Werks in La Trimouille und zum Verlust von 180 Arbeitsplätzen führte. Der Zuschnitt verblieb zunächst in Frankreich.
Die Wirtschaftskrise 2009 traf auch AUBADE, eine CALIDA GROUP-Tochter, die über 50 Millionen Franken Verlust verursachte. Arbeitsplätze wurden abgebaut, und Zuschnitt sowie Mustergestaltung nach Tunesien ausgelagert. Nach der Restrukturierung kehrte AUBADE in die Gewinnzone zurück und wurde ein Wachstumstreiber der Gruppe.

## Jüngste Entwicklungen
Die Einstellung der Online-Plattform ONMYSKIN wurde im ersten Quartal 2024 abgeschlossen und die Integration der vormaligen Tochtergesellschaft Reich Online in die CALIDA-Organisation weiter vorangetrieben.
Der Verkauf von LAFUMA MOBILIER im Sommer 2024 ermöglicht es der CALIDA GROUP, sich auf die Entwicklung ihrer Unter-wäsche- und Lingeriemarken CALIDA, AUBADE und COSABELLA zu konzentrieren. Im Sommer 2024 lancierte die Calida Holding AG ein Aktienrückkaufprogramm, das zu einer Reduktion des Anteils der Gründerfamilie Kellenberger von 33,4 % auf rund 19 % führte. Dank dieser umsichtigen Lösung kann die Erfolgsgeschichte der CALIDA GROUP als unabhängiges börsennotiertes Unternehmen fortgesetzt werden. Die Familie Kellenberger wird mit einem reduzierten Aktienanteil die Geschicke der Gruppe weiterhin unterstützen und damit für eine Stabilisierung des Aktionariats sorgen. Die Fokussierung der Gruppe auf das traditionelle Kerngeschäft wird als solide Basis für die weitere erfolgreiche Entwicklung der CALIDA GROUP betrachtet.

## CALIDA als Marke
CALDIA steht für Schweizer Qualität, die Generationen begeistert. Revolutionäre Klassiker wie der Bündchenpyjama oder die ELASTIC Bodywear passen heute mehr denn je in die Zeit. Die gesamte Kollektion von CALIDA wird am Hauptsitz in Oberkirch entwickelt und über eigene Produktionsplattformen in Ungarn hergestellt – seit jeher unter Einhaltung höchster Qualitäts-, Arbeits- und Umweltstandards und verantwortungsvoll gegenüber kommenden Generationen.

## CALIDA Group
Die CALIDA GROUP ist eines der bekanntesten Schweizer Unternehmen für Premium-Wäsche mit internationaler Strahlkraft. Sie besteht aus den Marken CALIDA, AUBADE und COSABELLA im Bereich Wäsche und Lingerie. Die CALIDA GROUP steht für qualitativ hochwertige und nachhaltige Produkte, die den Kunden jeden Tag aufs Neue inspirieren.
CALIDA mit Sitz in Oberkirch, CH: Die Schweizer Wäsche- und Lifestylemarke CALIDA gehört zu den führenden Herstellern qualitativ hochwertiger, langlebiger und ressourcenschonender Tagwäsche, Nachtwäsche und Loungewear für Damen, Herren und Kinder.
AUBADE mit Sitz in Paris, FR: AUBADE gehört seit der Lancierung 1958 zu den führenden Luxus-Lingerie-Marken. Jede Kreation vereint innovatives Styling mit glamouröser Kreativität.
COSABELLA mit Sitz in Miami, USA: COSABELLA ist ein Unternehmen für hochwertige Unterwäsche und Loungewear. Seit der Gründung im Jahr 1983 kreiert COSABELLA zeitlose Designs, die Selbstvertrauen und Individualität für Menschen jeder Herkunft, jedes Geschlechts und jeder Überzeugung vermitteln.

## Kritik und Kontroversen
CALIDA hat im Laufe der Jahre mehrere Umstrukturierungen durchgeführt, um Effizienz und Profitabilität zu steigern, was oft zu Entlassungen und Kritik seitens der Belegschaft und Gewerkschaften führte. Besonders nach der Übernahme von LAFUMA kam es zu Personalabbau, begleitet von Kritik an intransparenter Kommunikation. CALIDA sowie AUBADE verlagerten zudem Produktionsstätten ins Ausland, was Entlassungen in der Schweiz sowie Frankreich zur Folge hatte und für Unmut sorgte.
Das Unternehmen steht wegen Umweltfragen unter Druck und bemüht sich, nachhaltigere Materialien und Produktionsmethoden einzuführen, sieht sich jedoch weiterhin mit Forderungen nach Transparenz und Abfallreduktion konfrontiert. Kritiker stellten zudem die Sozialstandards in der Lieferkette in Frage, trotz CALIDAs Bemühungen um Verbesserungen. Kontroversen gibt es auch um die Dividendenpolitik, insbesondere in wirtschaftlich schwierigen Zeiten. CALIDA reagierte auf einige dieser Kritikpunkte mit stärkeren Nachhaltigkeitsinitiativen und verschärften Standards, Bedeutung und Einfluss.
Alle Kernmarken der CALIDA GROUP haben die Textilbranche auf ihre Weise unterschiedlich tief geprägt.
CALIDA steht für Innovation, Nachhaltigkeit und Qualität in der Textilbranche. Mit langlebigen Produkten aus Bio-Baumwolle und umweltfreundlichen Materialien war CALIDA die erste Marke weltweit, die das "Made in Green"-Label von OEKO-TEX® erhielt. Dank feuchtigkeitsregulierender und temperaturausgleichender Materialien vereint die Marke Komfort, Funktionalität und Stil. CALIDA setzt zudem auf eine Omnichannel-Strategie, die Online- und Offline-Handel kombiniert, und erhielt dafür mehrfach Auszeichnungen in den Bereichen Nachhaltigkeit, Innovation und Produktqualität.
Aubade hat die Dessous-Welt mit luxuriöser Spitze, ikonischen Designs und innovativen Kampagnen geprägt. Die "Leçons de Séduction"-Werbung von 1992 revolutionierte die Branche und gilt als Klassiker. Technische Innovationen wie nahtfreie Verarbeitung und verbesserte Passformen machten Aubade zum Pionier in Komfort und Ästhetik. Die Marke steht für Qualität, künstlerisches Marketing und eine zeitlose Verbindung von Eleganz und weiblichem Selbstbewusstsein.
COSABELLA revolutionierte die Dessous-Industrie mit farbenfrohen Designs, italienischer Spitze und nahtloser Technologie. Die Marke setzte auf Premium-Qualität, Komfort und Innovation, etwa mit Bralettes als Alternative zu Bügel-BHs. Als Vorreiter im E-Commerce überzeugte COSABELLA durch personalisierte Services und Nachhaltigkeit. Mit ihren hochwertigen, stilvollen Produkten ist die Marke ein internationaler Massstab für modernes Lingerie-Design.